# Hatice Akbaş
Hatice Akbaş (Ancara, 1 de janeiro de 2002) é uma pugilista turca.

## Carreira
Hatice Akbaş começou a lutar boxe aos nove anos de idade no ginásio esportivo que seu pai abriu em Malatya. Ela conquistou a medalha de ouro no Campeonato Europeu de Boxe Feminino Juvenil de 2016 em Ordu. Ela se tornou campeã no evento peso mosca (50–52 kg) no Campeonato Europeu de Boxe Sub-22 de 2022.
Em 20 de maio de 2022, ela ganhou a medalha de ouro na categoria 54 kg no Campeonato Mundial Feminino, derrotando a romena Lăcrămioara Perijoc na final do peso galo em Istambul, Turquia. Nos Jogos do Mediterrâneo de 2022 em Oran, Argélia, ela conquistou a medalha de ouro. Ela ganhou uma medalha de bronze nos Jogos Europeus de 2023 em Nowy Targ, Polônia, em 30 de junho de 2023.
Nos Jogos Olímpicos de Verão de 2024, em Paris, conquistou a medalha de prata na disputa de peso galo (até 54 kg).